# Langamankondre
Langamankondre, inheemse naam Karawasjie Oende, is een Karaïbisch-inheems dorpdeel van Galibi in het Surinaamse district Marowijne. Het ligt stroomopwaarts ten opzichte van het andere deel, Christiaankondre. In het dorp bevinden zich een rooms-katholieke kerk en een polikliniek van de Regionale Gezondheidsdienst (RGD).

## Geschiedenis
De inheemse naam van het dorp is Karawasjie Oende en verwijst naar een grote karawasjieboom die er stond. Dit was een boom met smalle lange bladeren en gele bloemen die later werd gekapt. De naam Langamankondre dankt het dorp aan Majana'we die de bijnaam Langaman droeg vanwege zijn lengte (kondre betekent land). De wijziging van de naam van het dorp werd doorgevoerd door zijn zoon, Mariwajoe, die eveneens kapitein van het dorp was. Volgens een andere lezing zou Langamans vader Airidja de stichter zijn geweest; hij was afkomstig uit het stroomgebied van de Mana in Frans-Guyana en zou op deze plek zijn blijven wonen, nadat hij het had bezocht om te jagen.
Het dorp was aanvankelijk kleiner en het gebied was bosrijker. De bewoning was toen beperkt langs de Marowijne; later werd ook landinwaarts gebouwd.
Sinds de komst van de basisschool veranderde het leven in het dorp. Kinderen gingen voor vervolgonderwijs naar Albina, Frans-Guyana of Nederland en velen kwamen op latere leeftijd niet meer terug naar het dorp. Daarnaast ontvluchtten veel inwoners het dorp tijdens de Binnenlandse Oorlog (1986-1992)
Galibi, inclusief Christiaankondre, werd tot de jaren 1960 door een enkele kapitein bestuurd. Om een eind te maken aan onderlinge twisten, werd het bestuur van de dorpsdelen verdeeld over kapitein Mariwajoe voor Langamankondre en Ernest Aloema voor Christiaankondre. Deze situatie is daarna blijven bestaan.

## Bekende bewoners
- Sylvia Kajoeramari, politicus
- Mark Langaman, geboren als Mark Lassoe (1982-2024), cultuurdrager, percussionist en bandleider

### Dorpshoofden
Christiaankondre heeft sinds de jaren 1960 een eigen inheems bestuur. Hieronder volgt een (mogelijk niet complete) lijst:
- Airidja, de vader van Majana'we Langaman (niet zeker of hij de stichter was)[2]
- Majana'we, stichter met de bijnaam Langaman[2]
- Mariwajoe[2]
- Ramses Kajoeramari (ten minste 2006 - 2015)[3][4] en rond de 300 inwoners heeft (stand 2020).[5]
- Selowin Alamijawari (2016-heden)[6]

Braamspunt · Brokopondo · Christiaankondre · Corantijnstrand · Langamankondre · Oemansanti · Overbridge River Resort · Stoneiland · White Beach